# USOC
USOC (ang. uniform service ordering code) – określenie używane początkowo przez spółki telefoniczne dla opisania standardowego gniazda modularnego, różniącego się od gniazd RJ 11W/RJ 11C. Ostatnio tym terminem określa się jedną z sekwencji połączeń stosowaną głównie w systemach teleinformatycznych w USA. Zasada terminowania pinów jest prosta. Pierwsza para zagnieżdżona jest w środku interfejsu (miejsca 4 i 5), a każda następna skrajnie do pary poprzedniej. Druga para znajduje się na pozycji 3 i 6, a trzecia na 2 i 7 itd.
|  | Opis żył: R4 - brązowy T3 - biało-zielony T2 - biało-pomrańczowy R1 - niebieski T1 - biało-niebieski R2 - pomarańczowy R3 - zielony T4 - biało-brązowy |

Powyższy schemat obrazuję zasadę układania żył kabla dla wtyku 8-pinowego. W przypadku polaryzacji 4- lub 6-parowej obowiązuje taka sama zasada zagnieżdżania par:
|  | Opis żył: T3 - biało-zielony T2 - biało-pomrańczowy R1 - niebieski T1 - biało-niebieski R2 - pomarańczowy R3 - zielony |
|  | Opis żył: T2 - biało-pomrańczowy R1 - niebieski T1 - biało-niebieski R2 - pomarańczowy                                 |